# 梅茲德拉角
62°42′46″S 61°21′14″W / 62.71278°S 61.35389°W

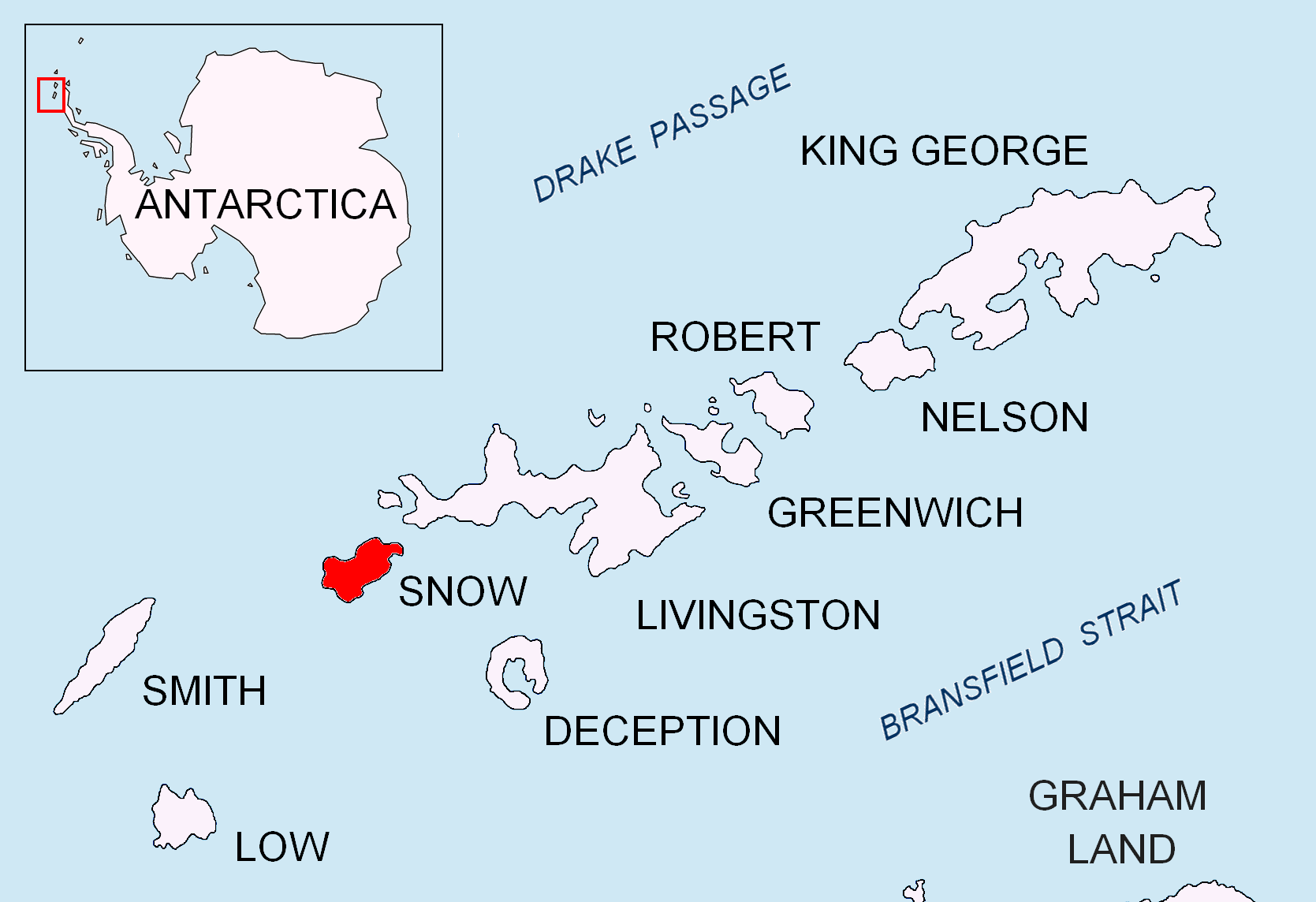

梅茲德拉角，是南極洲的海岬，位於南設得蘭群島的雪島西北岸，處於廷布倫角西南面1.41公里和衣爾尼克角東北面1.91公里，以保加利亞西北部城鎮命名，現時由南極條約體系管理。